# دکل حفاری

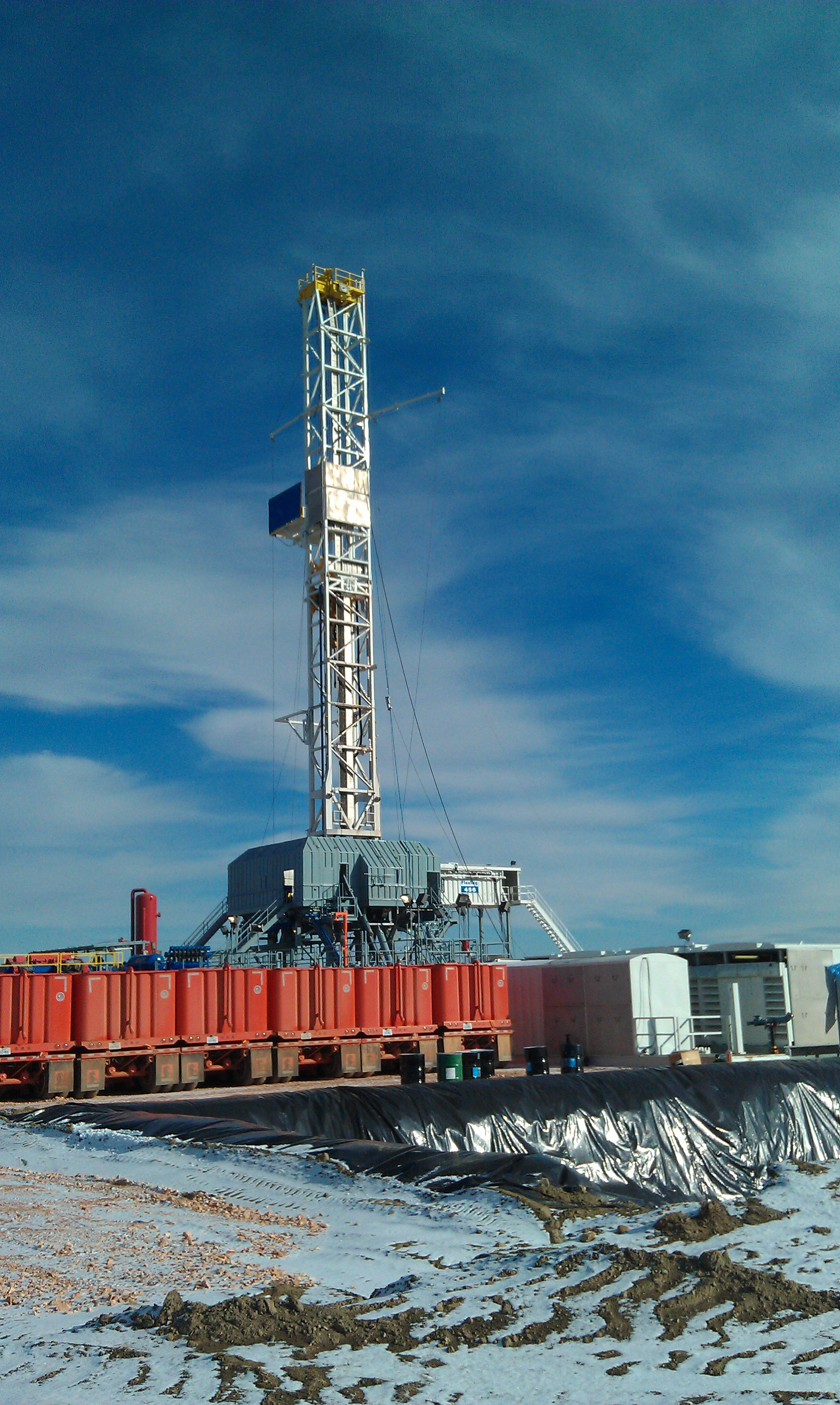
یک دکل حفاری

دکل حفاری (به انگلیسی: Drilling Rig) دستگاهی (ماشینی) است که در زمین حفره ایجاد می‌کند. دکل‌های حفاری می‌توانند سازه‌های بزرگ، ساختمان‌ها و تأسیساتی باشند که برای حفاری چاه‌های آب، چاه‌های نفت یا چاه‌های استخراج گاز طبیعی به کار می‌روند یا می‌توانند آن‌قدر کوچک باشند که توسط یک نفر جابه‌جا شوند که در این حالت چال‌زن (دریل) نامیده می‌شوند. آنها از ذخیرهٔ کانسارهای زیرزمینی نمونه‌گیری می‌کنند، سنگ، خاک و مشخصات فیزیکی آب‌های زیرزمینی را آزمایش می‌کنند، همچنین می‌توانند برای نصب ساختارهای زیرزمینی مانند تأسیسات، دستگاه‌های اندازه‌گیری، تونل‌ها یا چاه‌ها به کار روند.
دکل‌های حفاری می‌توانند تجهیزات سیاری باشند که روی کامیون‌ها یا واگن‌ها نصب شوند یا ساختارهای ثابت روی زمین یا دریا باشند. (مانند سکوی نفت که معمولاً 'دکل حفاری فراساحل' نامیده می‌شود، حتی وقتی شامل دکل حفاری نباشد) بنا بر این عبارت 'دکل' به طور کلی به مجموعه‌ای از تجهیزات که به سطح پوسته قاره زمین نفوذ می‌کند اشاره دارد.